# Scambio Valhalla
Scambio Valhalla è un romanzo storico di Harry Patterson, uno degli pseudonimi usati da Jack Higgins del 1977.
L'ipotesi narrativa è la presunta fuga del gerarca Martin Bormann poche ore prima della disfatta nazista nella II Guerra Mondiale.

## Trama
In un paesino sudamericano negli anni '70 muore un anziano europeo che potrebbe essere uno dei gerarchi sfuggiti alla guerra ed al processo di Norimberga.
Un giornalista inglese ed un anziano militare statunitense si trovano sul posto e constatano che il defunto non è Martin Bormann, ex segretario personale del Führer, che a trenta anni dalla fine della guerra solamente il generale Canning potrebbe riconoscere.
Bormann e Canning si erano incrociati per alcune ore quando l'americano, prigioniero in un arroccato castello vicino Arlberg, era stato strappato dalle mani del nazista che avrebbe voluto usarlo come ostaggio.

## Edizioni
- Harry Patterson, Scambio Valhalla, Sonzogno, 1977, A000209007.